# Сильный Фердинанд
«Сильный Фердинанд» (нем.: Der Starke Ferdinand) — немецкий фильм 1975 года режиссёра Александра Клюге.

## Сюжет
Фердинанд Рихе — в прошлом полицейский, а ныне начальник охраны на крупном предприятии. Он деловит и усерден. У него безудержное стремление к порядку и свои почти фанатичные представления о безопасности, которые он стремится реализовать с педантичным беспощадно-немецким рвением. Специально разработанные им «меры безопасности и защиты» превращаются в систему тотальной слежки, которая представляет большую опасность, чем любая внешняя угроза. В результате этот «апостол порядка» всюду сеет хаос и беспорядок, парализующий работу предприятия.

## В ролях
- Хайнц Шуберт — Фердинанд Рихе
- Герт Гюнтер Хоффманн — Вилуцки
- Эрих Клайбер — Росотшке
- Верена Рудольф — Герти Кальманн
- Хайнц Шиммельпфенниг — Гантер
- Зигфрид Вишневски — Кобрас
- Дафна Вагнер — доктор Хеферкамп
- Йоахим Хакеталь — Книбелинг

## Критика
Фильм-сатира, в котором Александр Клюге впервые сочетает свой метод эссеистического коллажа с традиционными формами повествовательного кино.
 Проницательный и остроумный, полный капризов и фарса, он иногда немного многословен.— Lexikon des internationalen Films

«Сильный Фердинанд» это своеобразные эссе, в которых в соответствии с авторской логикой документальные и игровые эпизоды объединяются в стройное художественное целое.— Искусство кино, 1976

История «коротышки» Фердинанда Рихе, из отдела госбезопасности, полна язвительной иронии и сарказма.— Огонёк, 1978

## Фестивали и награды
На Каннском кинофестивале 1976 года фильм получил приз ФИПРЕССИ в параллельной секции.